# Jean-Louis Tamvaco
Jean-Louis Tamvaco (Alexandrie, 29 mai 1931 - Savigny-le-Temple, 17 février 2015,) est un peintre, homme d'affaires, historien du théâtre et de l'opéra et collectionneur français.

## Biographie
Docteur de l'université Paris-Sorbonne, il est l'auteur d'un ouvrage essentiel sur l'histoire de l'Académie royale de musique de Paris au XIXe siècle : Les Cancans de l'Opéra. Le Journal d'une habilleuse 1836-1848. Chroniques de l'Académie royale de musique et du théâtre à Paris sous les deux Restaurations, manuscrit qu'il avait exhumé de la Bibliothèque-musée de l'Opéra, où il dormait depuis le milieu du XIXe siècle, et qui décrit tous les aspects de la vie à l'Opéra de 1836 à 1848.
Comme collectionneur, il a fait don de sa bibliothèque et de ses collections de portraits d'artistes à la Bibliothèque nationale de France, au Musée Carnavalet et à l'Université de Versailles-Saint-Quentin-en-Yvelines.
Il est inhumé au cimetière de Montmartre.